# Jaroslav Kadavý
Jaroslav Kadavý (22. ledna 1912 – 4. ledna 2000) byl československý lyžař.

## Lyžařská kariéra
Na V. ZOH ve Svatém Mořici 1948 skončil v severské kombinaci na 31. místě a v běhu na lyžích na 18 km skončil na 67. místě. Na mistrovství světa v klasickém lyžování v roce 1933 v Innsbrucku skončil v běhu na 18 km na 39. místě. Na mistrovství světa v klasickém lyžování v roce 1935 ve Vysokých Tatrách skončil v severské kombinaci na 14. místě.